# Império do Samba (Batatais)
O Grêmio Recreativo Império do Samba foi uma escola de samba da cidade de Batatais, São Paulo.
A Império do Samba foi fundada em 1 de julho de 1995, por ex-componentes e diretores da extinta escola Stela.
Desfilou pela última vez no domingo de Carnaval de 2009 com o enredo "Saudade do meu tempo de criança" e depois foi extinta.